# Wachlarz

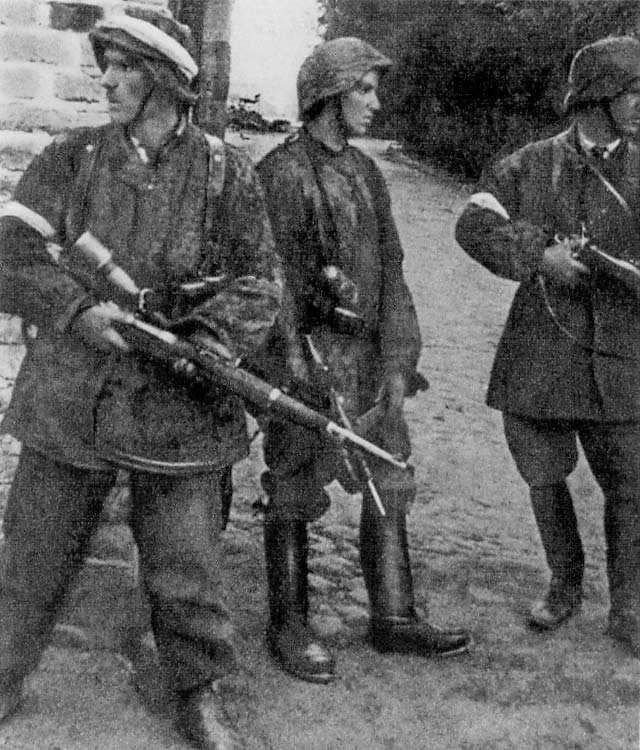
Soldats du bataillon Zośka de l’Armée de l’Intérieur polonaise pendant l’insurrection de Varsovie, le 5 août 1944, à Gęsiówka. Les hommes portent des uniformes allemands volés et sont armés d’armes allemandes confisquées. De gauche à droite : Wojciech Omyła « Wojtek », Juliusz Bogdan Deczkowski « Laudański » et Tadeusz Milewski « Ćwik ». Milewski a été tué le jour même où cette photo a été prise. Omyła a été tué trois jours plus tard, le 8 août 1944. Quelques instants après la prise de cette photo, une roquette allemande a frappé le mur au-dessus des têtes des guérilleros. Aucun n’a été bless

Wachlarz (« éventail fermé ») est une unité de l'Armia Krajowa (résistance polonaise) pendant la Seconde Guerre mondiale. Elle est spécialisée en sabotage sur le Front de l'Est, à l'extérieur des frontières polonaises.
Ses commandants sont les lieutenants colonels Jan Włodarkiewicz (jusqu'en 1942) et Adam Remigiusz Grocholski (en).